# 西城镇 (阳原县)
西城镇，是中华人民共和国河北省张家口阳原县下辖的一个乡镇级行政单位。

## 行政区划
西城镇下辖以下地区：
城内街社区、东街社区、南街社区、西街社区、北街社区、昌盛西街社区、城内村、南关村、东关村、北关村、西关村、黄粮坡村、朱家庄村、一吐泉村、灰泉子村、大沙沟村、范家窑村、桥梁水村、东目连村、西目连村、水泉村、瓦夭村、康家庄村、石宝庄村、王家夭村、红寺村、刘元庄村和祁红庄村。